# Liste des vicomtes français subsistants
 (novembre 2023).
La liste des titres de vicomte de la noblesse française recense les titres de vicomtes héréditaires authentiques et réguliers créés ou reconnus en France, et transmis jusqu’à nos jours de façon régulière en ligne naturelle et légitime et par ordre de primogéniture à partir du premier bénéficiaire.
Ne sont pas compris dans cette liste de titres réguliers :
- Les titres de vicomte de courtoisie, qui sont des titres ni légaux, ni réguliers.
- Les titres de vicomte dont les lettres patentes n'ont pas été scellées ou retirées, ou  dont le majorat nécessaire n'a pas été constitué et ne peuvent donc être considérés comme réguliers.

Couronne de vicomte et pair
Couronne de vicomte

## Liste des titres
| Titre               | Date de création | Premier titulaire                                        | Blason | Titulaire actuel                              |
| ------------------- | ---------------- | -------------------------------------------------------- | ------ | --------------------------------------------- |
| Berthier            | 29 novembre 1821 | Joseph-Alexandre Berthier                                |        | Alexandre Berthier                            |
| Delamalle           | 30 octobre       | Aimé Benoit Delamalle                                    |        | Jean Delamalle (1951)                         |
| de Forestier        | 28 juin 1822     | Joseph Jean de Forestier                                 |        | Harald de Forestier                           |
| de La Boulaye       | 8 janvier 1820   | Jean-Baptiste-Antoine Georgette du Buisson de La Boulaye |        | Jean Louis Georgette du Buisson de La Boulaye |
| de Vaux de Foletier | 7 mars 1818      | Jean Joseph Xavier Jourda de Vaux de Foletier            |        | Gilles Jourda de Vaux de Foletier             |
| de La Chapelle      | 15 novembre 1817 | Charles-Hippolyte de La Chapelle                         |        | Jean-Guy de La Chapelle (1949 )               |
| Paultre de Lamotte  | 19 février 1845  | Pierre Paultre de Lamotte                                |        | Jacques Paultre de Lamotte (1956)             |
| de Maupeou          | 1657             | René de Maupéou                                          |        | Gérard de Maupéou, comte d'Ableiges           |
| de Pelleport        | 15 février 1823  | Pierre de Pelleport                                      |        | Frédéric de Pelleport Burète                  |
| de Quincy           | 1646             | Charles de Pinon de Quincy                               |        | Jean François de Pinon de Quincy              |
| de Brimont          | 19 juillet 1827  | Irénée Ruinart de Brimont                                |        | Georges Ruinart de Brimont                    |
| d’Anchald           | 1828             | Jean Jacques Saulnier d'Anchald                          |        | Quentin Saulnier d'Anchald                    |
| de Paulmy           | 1569             | Jean de Voyer                                            |        | Jean Denis de Voyer, marquis d'Argenson       |